# Hans Feer
Hans Feer (* 11. Januar 1418 in Eschenbach; † 9. September 1484 in Luzern) war ein Luzerner Schultheiss, Kleinrat, Land- und Kirchenvogt sowie Tagsatzungsgesandter.

## Leben
Hans Feer war der Sohn des Lüti (Lütpold, Lüpold) IV Feer (1389–1453) und der Irmelin (Irmi) von Mettenwyl. Sein Ur-Urgrossvater, Lüti I. Feer (gest. um 1338), gilt als Stammvater der Luzerner Patrizierfamilie Feer.
Hans Feer heiratete 1442 Margarethe Bili, eine Tochter des Grosshändlers und Kleinrats Johans Bili und der Barbara Walker. Letztere war eine Tochter des Schultheissen Ulrich Walker. Hans und Margarethe Feer-Bili hatten 10 Kinder, darunter Leopold VI Feer (1445–1502, Stammvater der Linie zu Buttisholz; dessen Sohn war Jakob Feer) und Petermann Feer (1454–1519, Stammvater der Linien zu Castelen und zu Wyher).

## Leistungen
Hans Feer war ab 1449 Grossrat, ab 1453 Kleinrat. 1445/56 war er Landvogt zu Merenschwand, 1457/58 zu Weggis, 1457 Ratsrichter, Stadtrechner und Bote zu den eidgenössischen Jahrrechnungen in Baden. Er war Zünfter in der Herrenzunft zum Affenwagen. 1459/60 war er Landvogt zu Habsburg, anschliessend Mitglied des Stadtgerichts. Zwischen 1461 und 1478 war er viermal Landvogt zu Willisau. Ab 1464 war er über 80 mal Tagsatzungsgesandter. 1465/66 war er Landvogt zu Meyenberg, 1467/78 zu Ruswil und Wolhusen. 1471/72 amtete er als Ratsrichter, 1475/76 als eidgenössischer Landvogt zu Baden, 1476/77 als Hauptmann-Statthalter und Kriegsrat in den Burgunderkriegen, ab 1478 als Schultheiss von Luzern.
In seine Amtszeit als Schultheiss fielen u. a. der Prozess gegen Peter Amstalden (Amstaldenhandel), der Schirmvertrag mit dem Abt von St. Gallen (1479) und der Streit um das Bündnis mit Solothurn und Freiburg. Er war jahrzehntelang einer der Führer der Mailändischen Partei in Luzern.
1481 traf er Bruder Klaus, um wegen der Spannungen zwischen den Stadt- und Landkantonen zu vermitteln. Im gleichen Jahr wurde er zum ständigen Schultheiss-Statthalter sowie zum Vorsitzenden des Stadtgerichts gewählt und nahm an der historischen Tagsatzung zu Stans teil, an der Bruder Klaus den Frieden unter den Eidgenossen rettete.
Er galt als einer der reichsten Luzerner seiner Zeit. Unter anderem erwarb er 1480 das Wasserschloss Wyher.